# Korg Pa
Korg Pa — серия профессиональных аранжировщиков, выпускаемая компанией Korg. Первой моделью данной линейки продуктов стал инструмент Korg Pa80, вышедший на рынок в декабре 2000 года. За время своего существования продукты этой серии завоевали репутацию наиболее успешных и продаваемых интерактивных аранжировочных станций планеты. Инструменты серии оборудованы разнообразными стилями автоаккомпанемента с возможностью их редактирования и секвенсером с функцией многодорожечной записи. Цена самых простых моделей серии (например, бюджетной модели Korg Pa600 и его упрощённого варианта Korg Pa300) составляет около тысячи долларов, а цена более дорогих моделей (например, KORG Pa4X) доходит до нескольких тысяч американских долларов.